# Discografia di Stefano Bollani
La discografia di Stefano Bollani comprende 31 album in studio e 13 album dal vivo. Alla sua discografia vanno aggiunte numerose partecipazioni ad album di altri musicisti.

## Album

### Album in studio
| Titolo                                                                                                 | Anno | Etichetta              | Principali collaboratori |
| --- | ---- | ---------------------- | --- |
| Gnòsi delle fànfole                                                                                    | 1998 | Sonica                 | Massimo Altomare (testi di Fosco Maraini; nuova edizione come libro-cd, Baldini Castoldi Dalai 2007)                                       |
| L’orchestra del Titanic                                                                                | 1999 | Via Veneto Jazz        | Antonello Salis, Riccardo Onori, Raffaello Pareti, Walter Paoli                                                                            |
| Mambo italiano                                                                                         | 1999 | Philology              | Ares Tavolazzi |
| Abbassa la tua radio                                                                                   | 2000 | Ermitage               | Barbara Casini, Elio, Roberto Gatto, Irene Grandi, Marco Parente, Enrico Rava, Peppe Servillo                                              |
| Il cielo da quaggiù                                                                                    | 2001 | Via Veneto Jazz        | Orchestra del Titanic, Petra Magoni |
| Black and Tan Fantasy                                                                                  | 2002 | Venus Japan            | Ares Tavolazzi, Walter Paoli |
| Les fleurs bleues                                                                                      | 2002 | Label Bleu             | Scott Colley, Clarence Penn |
| Volare                                                                                                 | 2002 | Venus Japan            | Ares Tavolazzi, Walter Paoli |
| Falando de amor                                                                                        | 2003 | Venus Japan            | Ares Tavolazzi, Walter Paoli |
| Småt Småt                                                                                              | 2003 | Label Bleu             | |
| Concertone                                                                                             | 2004 | Label Bleu             | Orchestra della Toscana, Ares Tavolazzi, Walter Paoli; direzione e arrangiamenti Paolo Silvestri                                           |
| Ma l'amore no                                                                                          | 2004 | Venus Japan            | Ares Tavolazzi, Walter Paoli |
| Mi ritorni in mente                                                                                    | 2004 | Stunt                  | Jesper Bodilsen, Morten Lund |
| Gleda                                                                                                  | 2005 | Stunt                  | Jesper Bodilsen, Morten Lund |
| Piano solo                                                                                             | 2006 | ECM                    | |
| I visionari                                                                                            | 2006 | Label Bleu             | I Visionari (Mirko Guerrini, Nico Gori, Ferruccio Spinetti, Cristiano Calcagnile), Petra Magoni, Mark Feldman, Paolo Fresu                 |
| Francis Poulenc: Les Animaux Modéles; Concert champêtre pour piano et orchestre; Improvisations 13, 15 | 2007 | Avie                   | Filarmonica '900 del Teatro Regio di Torino; direzione e arrangiamenti Jan Latham-Koenig                                                   |
| I'm in the Mood for Love                                                                               | 2007 | Venus Japan            | Ares Tavolazzi, Walter Paoli |
| BollaniCarioca                                                                                         | 2007 | Universal              | Marco Pereira, Jorge Helder, Jurim Moreira, Zé Nogueira, Armando Marçal, Nico Gori, Mirko Guerrini, Zé Renato, Monica Salmaso              |
| Omaggio alle occasioni perdute. Ordine agitato                                                         | 2008 | Gruppo L'Espresso      | I Visionari |
| Stone in the Water                                                                                     | 2009 | ECM                    | Jesper Bodilsen, Morten Lund |
| Gershwin: Rhapsody in Blue, Concerto in F                                                              | 2010 | Decca                  | Gewandhausorchester Leipzig; direzione Riccardo Chailly                                                                                    |
| Big Band!                                                                                              | 2011 | Verve                  | NDR Bigband di Amburgo, Jeff Ballard; direzione Geir Lysne                                                                                 |
| Sounds of the 30s                                                                                      | 2012 | Decca                  | Gewandhausorchester Leipzig; direzione Riccardo Chailly                                                                                    |
| Irene Grandi & Stefano Bollani                                                                         | 2012 | Carosello              | Irene Grandi |
| Joy in Spite of Everything                                                                             | 2014 | ECM                    | Jesper Bodilsen, Morten Lund, Mark Turner, Bill Frisell                                                                                    |
| Arrivano gli alieni                                                                                    | 2015 | Decca                  | |
| Napoli Trip                                                                                            | 2016 | Decca                  | Daniele Sepe, Nico Gori, Manu Katché, Jan Bang, Arve Henriksen, Audun Kleive, Hamilton de Holanda                                          |
| Que bom                                                                                                | 2018 | Alobar                 | Jorge Helder, Jurim Moreira, Armando Marçal, Thiago da Serrinha, feat. Caetano Veloso, João Bosco, Jaques Morelenbaum, Hamilton de Holanda |
| Piano variations on Jesus Christ Superstar                                                             | 2020 | Alobar                 | Coro nel brano Superstar: Frida Bollani, Manuela Bollani, Valentina Cenni                                                                  |
| Via dei Matti nº0                                                                                      | 2022 | Sony Music             | Valentina Cenni |
| Blooming                                                                                               | 2023 | Sony Music             | |
| 18 Preludi per pianoforte                                                                              | 2024 | Universal Music Italia | |

### Album dal vivo
| Titolo                                      | Anno | Etichetta                       | Principali collaboratori |
| ------------------------------------------- | ---- | ------------------------------- | --- |
| The Macerata Concert                        | 2000 | Philology                       | Franco D’Andrea |
| Gente in cerca di nuvole                    | 2005 | Suoni delle Dolomiti            | Monica Demuru, Petra Magoni, Cristina Zavalloni, Damiano Puliti, Lorenzo Frizzera, Nico Gori, Mirko Guerrini, Ares Tavolazzi, Cristiano Calcagnile |
| Gershwin and more... live                   | 2006 | Philology                       | Roberto Gatto |
| Jazz italiano live 2006                     | 2006 | Gruppo L’Espresso               | Ares Tavolazzi, Walter Paoli |
| Autoscatto                                  | 2010 | Musica Jazz                     | Formazioni varie |
| Orvieto                                     | 2011 | ECM                             | Chick Corea |
| Il Dottor Djembe live                       | 2012 | Rai Trade                       | Joe Barbieri, Fabrizio Bentivoglio, Paolo Benvegnù, Fabrizio Bosso, Chiara Civello, Daniele Di Bonaventura, Enrico Dindo, Patrizio Fariselli, Javier Girotto, Mirko Guerrini, Gabriele Mirabassi, David Riondino, Stefano Tamborrino, Gianluigi Trovesi |
| O que serà                                  | 2013 | ECM                             | Hamilton de Holanda |
| Sheik Yer Zappa                             | 2014 | Decca                           | Jason Adasiewicz, Josh Roseman, Larry Grenadier, Jim Black |
| Live from Mars                              | 2016 | Gruppo L’Espresso               | |
| Mediterraneo                                | 2017 | ACT                             | Jesper Bodilsen, Morten Lund, Vincent Peirani, 14 elementi dei Berliner Philharmoniker; direzione Geir Lysne |
| The Music of Sasha Argov (Live in Tel Aviv) | 2019 | Alobar                          | Jesper Bodilsen, Nico Gori, Morten Lund, Antonello Salis |
| El Chakracanta (Live in Buenos Aires)       | 2021 | Alobar                          | Orquesta Sin Fin, diretta da Exequiel Mantega |
| Jazz at Berlin Philarmonic XV               | 2025 | ACT Music + Vision GmbH & Co.KG | Iiro Rantala |

### Raccolte
| Titolo                              | Anno | Etichetta |
| ----------------------------------- | ---- | --------- |
| The Platinum Collection (triplo cd) | 2013 | Universal |

### Colonne sonore
| Titolo                                                                                      | Anno | Etichetta/editore | Descrizione |
| ------------------------------------------------------------------------------------------- | ---- | ----------------- | --- |
| Come vinsi la guerra                                                                        | 2010 | Ermitage          | sonorizzazione del film di Buster Keaton (1926)                                                                                          |
| Uomini soli. Palermo: i destini incrociati di La Torre e Dalla Chiesa, Falcone e Borsellino | 2012 | Gruppo L'Espresso | film documentario di Paolo Santolini, con Attilio Bolzoni                                                                                |
| Carosello Carosone                                                                          | 2021 | Universal         | film per la televisione di Lucio Pellegrini, con Eduardo Scarpetta                                                                       |
| Il pataffio                                                                                 | 2022 | BMG               | film di Francesco Lagi, con Lino Musella, Giorgio Tirabassi, Vincenzo Nemolato, Daria Deflorian, Alessandro Gassmann, Valerio Mastandrea |
| Essere oro                                                                                  | 2022 | Alobar, Vivo film | film di Valentina Cenni |
| Marcel Et Monsieur Pagnol                                                                   | 2025 |                   | film di Sylvain Chomet |

### Audiolibri e libri-cd
| Titolo                             | Anno | Etichetta/editore      | Descrizione |
| ---------------------------------- | ---- | ---------------------- | --- |
| Cantata dei pastori immobili       | 2004 | Donzelli               | libro-cd con testi di David Riondino, disegni di Sergio Staino; con Paolo Benvegnù, Monica Demuru, Petra Magoni, Mauro Mengali     |
| In un borgo della Mancia           | 2005 | Editalia               | cd con letture di Toni Servillo; contenuto in Miguel de Cervantes Saavedra, Don Chisciotte della Mancia (tavole di Mimmo Paladino) |
| Donne dagli occhi grandi           | 2006 | Full Color Sound       | audiolibro di Ángeles Mastretta, con letture di Lella Costa                                                                        |
| Il rumore del cuore. Il gatto nero | 2006 | Luca Sossella          | libro-cd su testi di Egard Allan Poe; letture di Marco Baliani                                                                     |
| Gnòsi delle fànfole                | 2007 | Baldini Castoldi Dalai | libro-cd su testi di Fosco Maraini (nuova edizione del cd del 1998); coautore Massimo Altomare                                     |
| Lo zibaldone del Dottor Djembè     | 2008 | Baldini Castoldi Dalai | libro-cd; coautore David Riondino                                                                                                  |
| Nessuna pietà                      | 2009 | Magazzini Salani       | libro-cd a cura di Marco Vichi, con musiche di autori vari (brano Addio Amore)                                                     |

### Compilation
| Titolo                                                      | Anno | Etichetta               | Brani                                                                                      |
| ----------------------------------------------------------- | ---- | ----------------------- | ------------------------------------------------------------------------------------------ |
| Summertime in Jazz                                          | 1992 | Splasc(h) Records       | Ti ricordo ancora; Baciami piccina; Averti tra le braccia                                  |
| Classique et divertissement                                 | 1992 | Materiali Sonori        | Suite di Bolling                                                                           |
| Come fiori nel mare                                         | 2002 | Lilium                  | Se potessi, amore mio (con Marco Parente)                                                  |
| Premio Carosone 2003                                        | 2004 | il manifesto            | Pianofortissimo                                                                            |
| Sette veli intorno al re                                    | 2004 | Sony                    | Tino, Pino e Barbalunga                                                                    |
| The Letter: An Unconventional Italian Guide to King Crimson | 2004 | Mellow Records          | Frame by Frame                                                                             |
| Piano, solo (colonna sonora)                                | 2007 | CAM                     | Autumn Leaves, Tempus Fugit, The Entertainer (con Enzo Pietropaoli, Roberto Gatto); Angela |
| Bardóci. Inediti e rarità di Sergio Bardotti                | 2008 | I dischi del Club Tenco | Il bene mio; Ti voglio dire addio (con Massimo Ranieri)                                    |
| Canzoni per loro. Adotta un disegno for Emergency           | 2008 | Radiofandango           | Asuda                                                                                      |
| JazzFriends for Emergency                                   | 2008 | Philology               | Do You Know What It Means to Miss New Orleans?                                             |
| Pan Brumisti. Quelle piccole cose                           | 2008 | I dischi del Club Tenco | Gli argonauti                                                                              |
| Top Jazz 2007                                               | 2008 | Musica Jazz             | Sun Bay (con Enrico Rava); Gagongo                                                         |
| Lampi 07/08                                                 | 2009 | Lampi                   | Monza, Monza; Mi chiamo Giovanni Sebastiano                                                |
| Luigi Tenco. Inediti                                        | 2009 | I dischi del Club Tenco | No no no                                                                                   |
| Wind Music Awards 2011                                      | 2011 | Columbia                | Rialto Ripples (con Riccardo Chailly)                                                      |
| Capo Verde terra d’amore, vol. 3                            | 2012 | Egea Music              | Sodade (con Dorota Miśkiewicz)                                                             |
| Nottedoro. Ninnananne da tutto il mondo                     | 2015 | Almendra Music          |                                                                                            |
| Sergio Endrigo e interpreti vari, Momenti di jazz           | 2015 | Musica Jazz             | Medley Endrigo (con David Riondino e Quartetto Euphoria)                                   |

## Collaborazioni discografiche

### Con Enrico Rava
- 1998 – Enrico Rava, Certi angoli segreti (brani Le solite cose, Theme For Jessica Tatum)
- 1999 – Enrico Rava, Rava Plays Rava
- 1999 – Enrico Rava, Paolo Fresu, Shades of Chet
- 2000 – Barbara Casini, Enrico Rava, Vento
- 2000 – Giovanni Tommaso / Enrico Rava Quartet, La dolce vita
- 2002 – Enrico Rava, Gianni Basso, Stefano Bollani, Ares Tavolazzi, Massimo Manzi, Flashback
- 2002 – Enrico Rava, Renaissance
- 2002 – Enrico Rava, Paolo Fresu, Stefano Bollani, Enzo Pietropaoli, Roberto Gatto, Montréal Diary/A: Play Miles Davis
- 2002 – Enrico Rava, Stefano Bollani, Montréal Diary/B
- 2003 – Enrico Rava feat. John Abercrombie, Happiness is...
- 2003 – Phil Woods, Lee Konitz, Enrico Rava 6et, Play Rava
- 2004 – Enrico Rava Quintet, Easy Living
- 2005 – Enrico Rava, Stefano Bollani, Paul Motian, Tati
- 2007 – Enrico Rava, Stefano Bollani, The Third Man
- 2009 – Enrico Rava, New York Days

### Con Richard Galliano
- 1999 – Richard Galliano, Passatori

### Con Hector Zazou
- 2003 – Hector Zazou, Strong Currents

### Altre collaborazioni
- 1994 – Mirko Guerrini, Tornando a casa
- 1995 – Irene Grandi, In vacanza da una vita (brani Colpa del lupo, Bambine cattive, Terra)
- 1995 – Luciano Pavarotti & Friends, Together for the Children of Bosnia (brani Penso positivo, Serenata rap-Mattinata)
- 1996 – Amanda Miguel, Ámame una vez más
- 1996 – Laura Pausini, Le cose che vivi
- 1997 – Barbara Casini, Todo o amor
- 1997 – Stefano D’Anna (con Raffaello Pareti, Walter Paoli), Quattroquinti
- 1997 – Jovanotti, Lorenzo 1997. L’albero
- 1998 – Bandabardò, Iniziali bi-bi (brani Ubriaco canta amore, Beppeanna)
- 1998 – Susy Bellucci, Le figurine di Gallo Cristallo (brani Coccodrillo nel deserto, Il pesce cantante)
- 1998 – Barbara Casini Quartet, Stasera Beatles
- 1998 – The Jazz Convention, Up Up With The Jazz Convention
- 1998 – Lee Konitz, TenderLee for Chet
- 1998 – Masala, Drop 7 (brano Just A Love: Jazz Meditation)
- 1998 – Giovanni Nuti, Il signor Quindicipalle (colonna sonora)
- 1998 – Marco Parente, Eppur non basta
- 1999 – Elio e le storie tese, Craccracriccrecr (brano La bella canzone di una volta)
- 1999 – Roberto Gatto Quintet, Sing Sing Sing
- 1999 – Irene Grandi, Verde rosso e blu
- 1999 – Malina, Gently Hard
- 1999 – Marco Parente, Testa, dì cuore (brani Il fascino del perdente, La guarigione)
- 1999 – Timet, Restituzioni
- 2000 – Giovanni Nuti, Riccardo Galardini, Io amo Andrea (colonna sonora)
- 2001 – Dario Faiella Quartet, Terre rare
- 2001 – Harmonia Ensemble, Fellini. L’uomo dei sogni
- 2001 – Marco Tamburini, The Trumpet in the XX Century
- 2001 – Timet, Carne capitata
- 2001 – Phil Woods, Barbara Casini, Você e eu
- 2001 – Phil Woods & The Italian Rhythm Machine, Woods plays Woods
- 2002 – Bandabardò, Bondo! Bondo!
- 2002 – Francesco Cafiso, Very Early
- 2002 – Mirko Guerrini, Mirko Guerrini e i diavoli del ritmo
- 2002 – Les italiens, Les italiens
- 2002 – I Pinocchiosi, Le avventure di Pinocchio
- 2002 – Bobo Rondelli, Disperati intellettuali ubriaconi
- 2002 – Liliana Tamberi, Viaggio in Maremma
- 2002 – Luigi Tessarollo, Homage to Bill Evans and Jim Hall
- 2003 – Gianfilippo Boni, Con le zanzare...
- 2003 – Irene Grandi, Prima di partire per un lungo viaggio (singolo)
- 2003 – Irene Grandi, Prima di partire
- 2003 – Fratelli Mancuso, Cantu
- 2003 – Italian Trumpet Summit, A night in Berchidda
- 2003 – Lee Konitz, Suite for Paolo: Konitz meets Bollani
- 2003 – Sajncho Namčylak, Who Stole the Sky? (ghost track)
- 2003 – Riz Ortolani, La rivincita di Natale. Il cuore altrove (colonne sonore)
- 2004 – Arkè String Project (con Gabriele Mirabassi), Acquario (brani I treni che vorrei, Birdland)
- 2004 – Aromatic, Still Alive
- 2004 – Katrine Madsen (con Jesper Bodilsen, Morten Lund), Close to You
- 2004 – Nicola Stilo feat. Toninho Horta, Vira vida
- 2004 – Stiv, Parola di vongola (brano Jolanda! Aprimi! Piove!)
- 2004 – Phil Woods, Lee Konitz, Phil & Lee: Two Brothers Three Flats
- 2005 – Banda Osiris, Il cinema di Matteo Garrone
- 2005 – Simona Bencini, Sorgente (brano Questa voce)
- 2005 – Biba Band, Biba Band Live
- 2005 – Roberto Gatto, Sul Lungotevere
- 2005 – Massimo Ranieri, Accussì grande (brani Tu si ’na cosa grande, La pansè)
- 2006 – Banda Osiris, Banda 25 (brano Io Kant)
- 2006 – Susy Bellucci, Il pulcino Duduggi... e la sua strana famiglia (brano La canzone di chi non piange più)
- 2006 – Petra Magoni e Ferruccio Spinetti, Musica nuda 2 (brani Why Judy Why, I Almost Had a Weakness, Some Other Time)
- 2006 – Raffaello Pareti, Maremma
- 2006 – Rumble Quintet, Lenny 4 Five
- 2007 – Funkoff, Jazz On
- 2007 – Irene Grandi, Hits (brano È solo un sogno)
- 2007 – Mirko Guerrini e i Solisti di Perugia, Italian Lessons
- 2007 – Riccardo Tesi, Presente remoto
- 2008 – Bandabardò, Ottavio
- 2008 – Irene Grandi, Canzoni per Natale (brano Oh happy day)
- 2008 – Petra Magoni e Ferruccio Spinetti, Musica nuda 55/21 (brani La canzone dei vecchi amanti, The Very Thought of You)
- 2008 – Joanna Rimmer, Dedicated to... just me!
- 2008 – Ares Tavolazzi, Godot e altre storie di teatro
- 2009 – Claudio Baglioni, Q.P.G.A. (brano Via di Ripetta)
- 2009 – Samuele Bersani, Manifesto abusivo (brano Il bombarolo)
- 2009 – Roberto Gatto, The Music Next Door
- 2010 – Massimo Altomare, Outing (brani Re di vie agitate, Hey Mina, L’eterno fidanzato)
- 2010 – Tiziana Ghiglioni, Non sono io, musiche di Luigi Tenco (brani Pensaci un po’, Se sapessi come fai, Io sono uno)
- 2010 – Lorenzo Hengeller, Canzoniere minimo leggero (brano Vetero-playboy)
- 2011 – Susy Bellucci, Di lago (brani Velina, The Most Beautiful Game)
- 2011 – Chiara Civello, 7752 Deluxe (brano Resta)
- 2011 – Francesco Grillo, Highball (brani Oasi, Safari, En plein air)
- 2011 – Daniele Silvestri, S.C.O.T.C.H. (brano Questo paese)
- 2012 – Joe Barbieri, Respiro (brano Un regno da disfare)
- 2012 – Jesper Bodilsen, Scenografie
- 2012 – Fabio Concato, Tutto qua (brano Se non fosse per la musica)
- 2013 – Hamilton de Holanda, Mundo de Pixinguinha
- 2013 – Massimo Ranieri, Senza ’na ragione (brano ’O mafiuso)
- 2014 – Pino Donaggio, La buca (colonna sonora)
- 2014 - Elio e le storie tese, Dei megli dei nostri megli (brano Valzer Transgenico)
- 2015 – Irene Grandi, Un vento senza nome (brani Un vento senza nome, Una canzone che non ricordo)
- 2016 – Hamilton de Holanda, Samba de Chico (brani Piano na Mangueira, Vai trabalhar vagabundo)
- 2016 – Hamilton de Holanda, Mundo de Pixinguinha ao vivo (DVD)
- 2017 – Daniele Sepe, Capitan Capitone e i parenti della sposa (brano Stella ’e mare)
- 2017 – PFM, Emotional Tattoos (brano Big Bang)
- 2018 – Elio e le storie tese, Arrivedorci (brano El pube)
- 2018 – Nico Gori swing 10tet, Swingin’ Hips (brano Mack the Knife)
- 2019 – Irene Grandi, Grandissimo (brano Amore amore amore)
- 2019 – Daniele Sepe, The Cat with the Hat (brano Love Theme from Spartacus)
- 2019 – Trio Bobo, Sensurround (brani Batterista Bobo, Bulinka party)
- 2020 – Lorenzo Andreaggi, Italia, America e ritorno (brani Serenata celeste - Intro, Serenata celeste - Intermezzo, Serenata celeste - Reprise)
- 2020 – Jorge Helder, Samba Doce (brano Passo o Ponto)
- 2020 – Daniele Sepe, Le nuove avventure di Capitan Capitone (brano Dino pesciolino fino)
- 2020 – Elisabetta Serio, Lorenzo Hengeller, Piano Napoli (brano Microchip)
- 2022 – Anastasio, Mielemedicina (brano Tubature)

## Videografia

### DVD
- 2007 – Guarda che luna (con Banda Osiris, Gianmaria Testa, Enrico Rava, Enzo Pietropaoli, Piero Ponzo) – Produzioni Fuorivia, Radiofandango
- 2009 – Carioca Live – Ermitage
- 2009 – Stefano Bollani: A Portrait in Blue – Harvey Film
- 2009 – Stefano Bollani / Banda Osiris: Primo piano – Ducale
- 2013 – Bollani / Chailly Live at la Scala – Universal
- 2013 – Sostiene Bollani (triplo DVD) – Rai
- 2018 – Dalla parte di Gianmaria (Egea/Feltrinelli)

### Videoclip
- 2015 – Arrivano gli alieni (ideazione e regia di Valentina Cenni)